# Gustav Obrlik
Gustav Obrlik, též Gustav Oberlik nebo Gustav Adolf Oberlik (6. února 1905 Moravský Krumlov – 15. prosince 1943 Čavusy), byl československý politik německé národnosti a meziválečný poslanec Národního shromáždění za Sudetoněmeckou stranu.

## Biografie
Vychodil národní školu v Jablonci nad Nisou a reálné gymnázium. Absolvoval německou univerzitu v Praze a Lipskou univerzitu. V roce 1929 složil státní učitelskou zkoušku v oboru tělovýchovy a čeština pro německé střední školy. Následně absolvoval základní vojenskou službu v Československé armádě. Dosáhl hodnosti podporučíka jezdectva. Vyučoval na německé obchodní škole v Kežmarku na Slovensku. V roce 1931 byl povolán do Jablonce nad Nisou, kde vedl úřad pro tělovýchovu.
Profesí byl učitelem tělocviku na měšťanské škole. Podle údajů z roku 1935 bydlel v Jablonci nad Nisou.
Od roku 1933 byl místním, okresním a krajským vedoucím SdP. V parlamentních volbách v roce 1935 se stal poslancem Národního shromáždění. Poslanecké křeslo ztratil na podzim 1938 v souvislosti se změnami hranic Československa.
Během války se politicky angažoval, nyní již v rámci totalitní NSDAP. Zasedal jako poslanec Říšského sněmu. Zemřel na východní frontě u města Čavusy.
Po skončení války po něm pátrala Československá komise pro vyšetřování válečných zločinů ve Wiesbadenu, když byl uveden v jejím pátracím oběžníku z roku 1946 pod číslem 1138.